# Prealpes Bergamascos
Los Prealpes Bergamascos (llamados también Prealpi Orobie o Prealpi Orobiche) son una subsección de los Alpes y Prealpes Bergamascos.
Se encuentran al sur de los Alpes de Orobie y se encuentran en la región de Lombardía, principalmente, la Provincia de Bergamo y, marginalmente, las provincias de Lecco y de Brescia.
Al norte están separados de los Alpes de Orobie por una serie de valles secundarios de la val Brembana, val Seriana y val Camonica: la Valsassina, la Valtorta, la val Secca, la val Canale, la val Nembo, la val di Scalve y la val Paisco.

## Subdivisiones
La clasificación SOIUSA de los Prealpes Bergamascos es la siguiente:
- Grande parte = Alpes Orientales
- Gran sector = Alpes surorientales
- Sección = Alpes y Prealpes Bergamascos
- Subsección = Prealpes Bergamascos
- Código = II/C-29.II

Los Prealpes Bergamascos, según la SOIUSA, se dubdividen en tres supergrupos (SPG), once grupos (GR) y dieciséis subgrupos:
- Cadena Campelli-Resegone-Grigne (Prealmpes Bergamascos Occidentales) (A)
  - Grupo Campelli-Aralalta (A.1)
    - Subgrupo de Campelli  (A.1.a)
    - Subgrupo de la Aralalta (A.1.b)

  - Grupo del Resegone (A.2)
  - Grupo de les Grigne (A.3)
    - Subgrupo de la Grigna Meridional (A.3.a)
      - Nodo de la Grigna Meridional (A.3.a/a)
      - Costiera del Monte San Martino (A.3.a/b)

    - Subgrupo de la Grigna Septentrional (A.3.b)
      - Nodo de la Grigna Septentrional (A.3.b/a)
      - Nodo del Monte Pilastro (A.3.b/b)
      - Costiera del Monte Palagia (A.3.b/c)
      - Cadena de los Pizzi de Parlasco (A.3.b/d)

  - Grupo Valbona-Sornadello (A.4)
    - Subgrupo de Valbona (A.4.a)
    - Sottogruppo del sordanello (A.4.b)
- Cadena Arera-Alben (Prealpes Bergamascos Centrales) (B)
  - Grupo Arera-Menna (B.5)
    - Subgrupo del Arera (B.5.a)
    - Subgrupo de Menna (B.5.b)

  - Grupo del Alben (B.6)
- Cadena Presolana-Pora-Concarena (Prealpes Bergamascos Orientales) (C)
  - Grupo de la Presolana (C.7)
    - Costiera Vigna Soliva-Ferrante-Timogno (C.7.a)
    - Costiera Presolana-Visolo-Bares (C.7.b)

  - Grupo del Pora (C.8)
  - Grupo Formico-Misma (C.9)
    - Subgrupo del Fórmico (C.9.a)
    - Subgrupo del Misma (C.9.b)

  - Grupo del Torrezzo (C.10)
  - Grupo Camino-Concarena (C.11)
    - Subgrupo del Cuel (C.11.a)
    - Subgrupo del Camino (C.11.b)
    - Subgrupo de la Concarena (C.11.c)
    - Subgrupo del Erbanno (C.11.d)

## Cimas

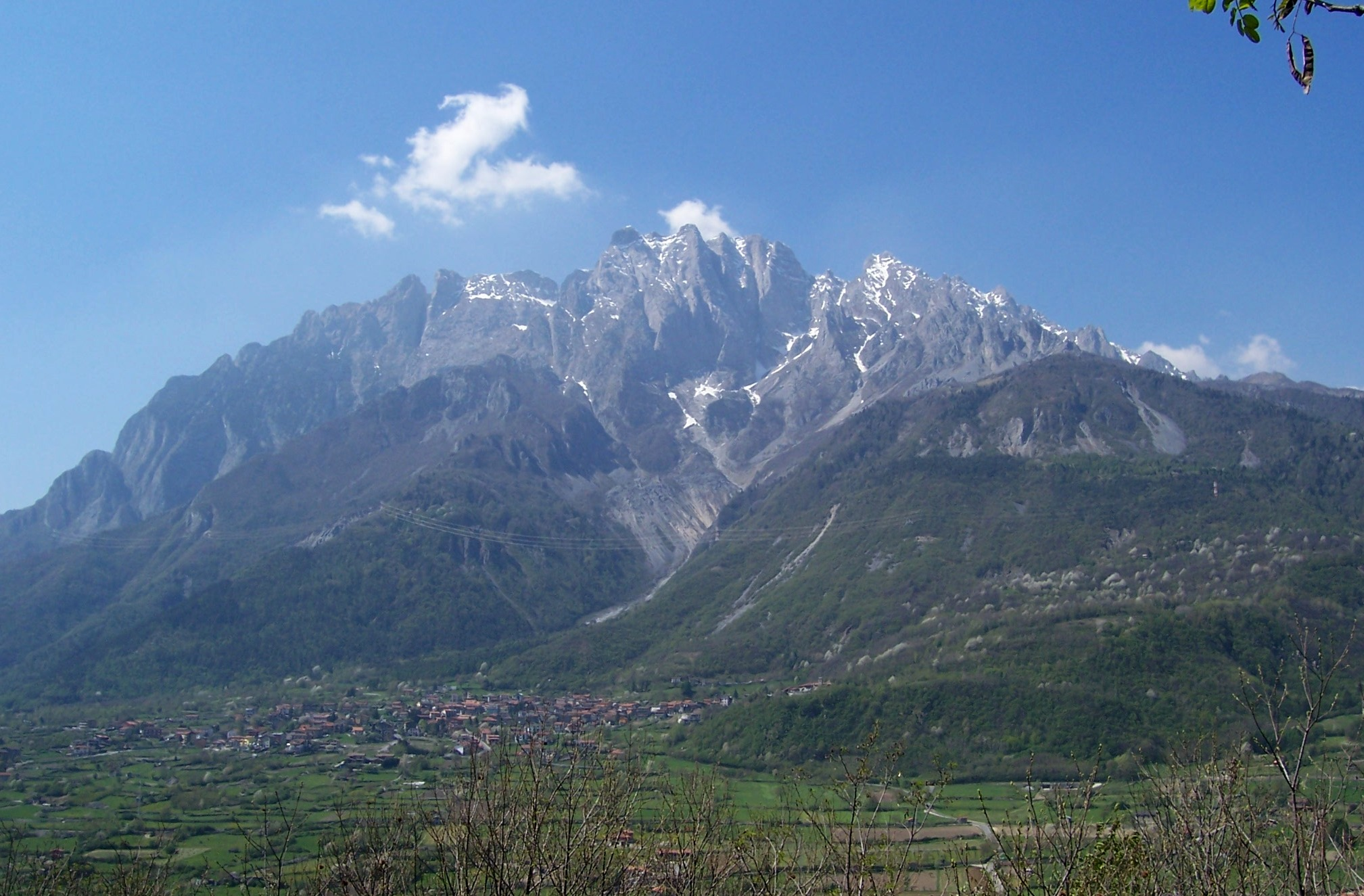
La Concarena, cima más alta.

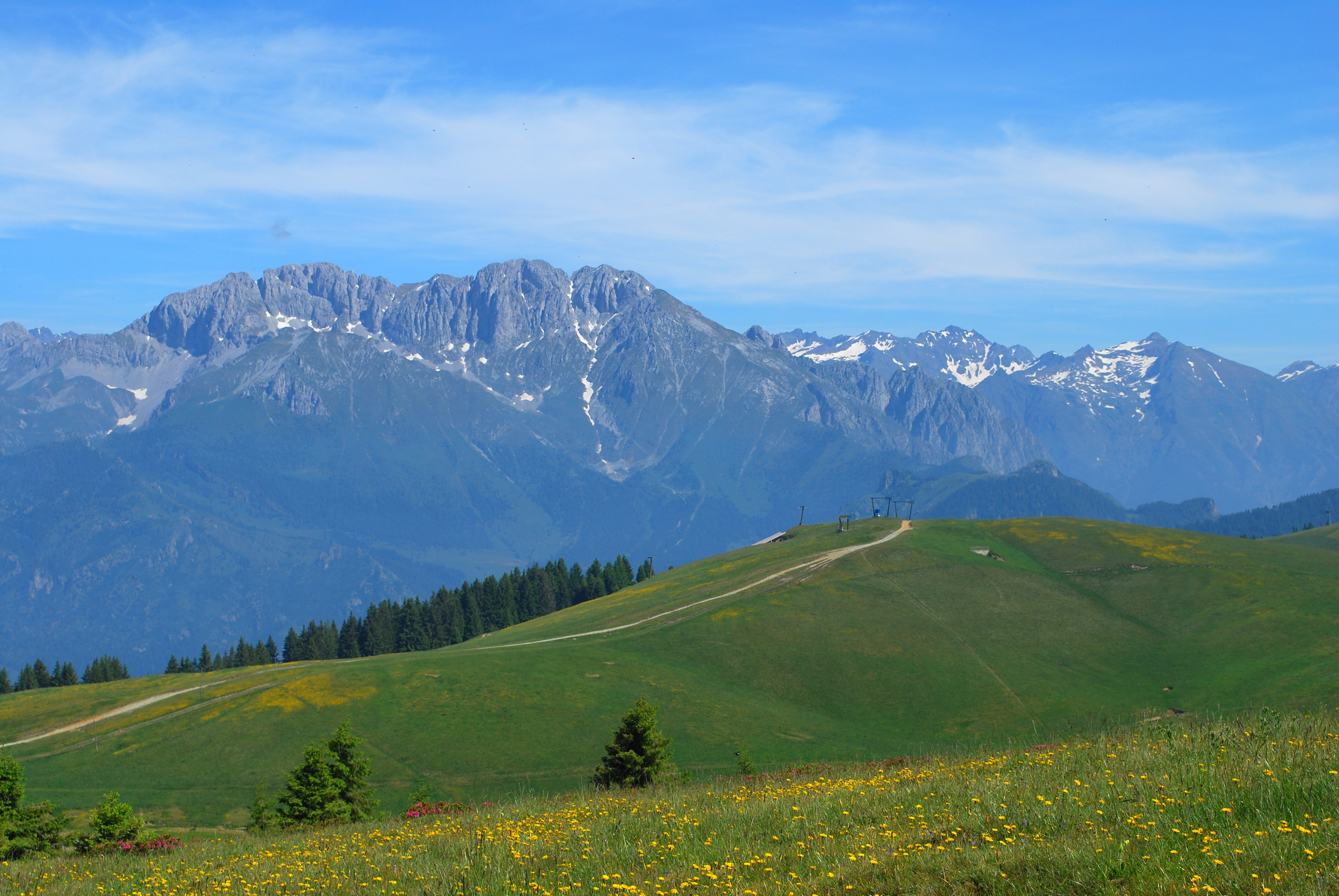
La Presolana.

Las cimas principales de los Alpes Bergamascos son:
- Concarena - 2.549 m
- Presolana - 2.521 m
- Pizzo Arera -2.512 m
- Pizzo Camino - 2.492 m
- Monte Ferrante - 2.427 m
- Grigna - 2.410 m
- Grignetta - 2.177 m
- Cimone della Bagozza - 2.407 m
- Cima del Fop - 2.322 m
- Corna Piana - 2.302 m
- Cima di Menna - 2.300 m
- Monte Secco - 2.267 m
- Zuccone Campelli - 2.159 m
- Monte Alben - 2.019 m
- Monte Sodadura - 2.010 m
- Monte Pora - 1.880 m
- Resegone - 1.877 m
- Monte Sordanello - 1.580 m
- Monte Zucco - 1.232 m

## Áreas protegidas
Forman parte de los Prealpes Bergamascos el parque de Colli di Bergamo, la reserva natural Valle del Freddo, la reserva natural Boschi del Giovetto di Palline y el parque de las Grigne.